# Jorge Carrión (politólogo)
Jorge Carrión (1913-2005) fue un politólogo de México. 
Fue un intelectual orgánico de las luchas populares de México, gramsciano, con una profunda formación cultural clásica, que cuestionaba el ejercicio del poder en México, el papel del régimen político, de la cultura y la ideología en la lucha política. Su obra más significativa lleva por título Mito y magia del mexicano, publicada primeramente por Porrúa y Obregón en 1952, y después por Editorial Nuestro Tiempo. En la tercera edición de esta obra Carrión incluye un comentario crítico a la versión de 1952.
Fue investigador del Instituto de Investigaciones Económicas de la UNAM durante los últimos 20 años de su trabajo profesional. La economía política era el eje del trabajo de investigación en la que se entrecruzan las estructuras económicas con las estructuras de clase, de poder, en esa contradicción viviente que es la lucha de clases.
A lo largo de varias décadas, Carrión ejerció su compromiso militante a través de diversas expresiones: en la militancia partidaria, en el Partido Popular, en el Movimiento de Liberación Nacional y en el proyecto político de la revista Estrategia; con la pluma militante, en revistas como Política y diarios como Excélsior.
Es conocido también por haber participado en el programa de televisión "Charlas mexicanas" al lado de José Vasconcelos y Alfonso Junco, programa en el que da voz a la postura más liberal y crítica. 